# Jordi Meeus
Jordi Meeus   (Lommel, 1 de juliol de 1998) és un ciclista belga, professional des del 2017. Actualment corre a l'equip Bora-Hansgrohe.
En el seu palmarès destaquen la París-Bourges de 2021, el Primus Classic del 2022, el Circuit de Valònia de 2023 i la darrera etapa del Tour de França del 2023.

## Palmarès
- 2018
  - 1r a la Gooikse Pijl
- 2019
  - 1r al Gran Premi Tombroek Rollegem
- 2020
  -  Campió de Bèlgica en ruta sub-23
  - 1r a la Wanzele Koerse
  - Vencedor de 2 etapes al Czech Cycling Tour
  - Vencedor d'una etapa al Girobio
- 2021
  - 1r a la París-Bourges
  - Vencedor d'una etapa a la Volta a Hongria
- 2022
  - 1r al Primus Classic
  - Vencedor d'una etapa a la Volta a la Gran Bretanya
- 2023
  - 1r al Circuit de Valònia
  - Vencedor d'una etapa al Tour de França
- 2024
  - Vencedor d'una etapa a la Volta a Noruega
  - Vencedor d'una etapa al Tour de Valònia
- 2025
  - Vencedor d'una etapa a la Volta a l'Algarve
  - Vencedor d'una etapa a la Volta a Suïssa
  - 1r a la Copenhagen Sprint

### Resultats a la Volta a Espanya
- 2021. 139è de la classificació general

### Resultats al Tour de França
- 2023. 139è de la classificació general. Vencedor d'una etapa.
- 2025. 158è de la classificació general. Vencedor d'una etapa.